# Абу Саид
Абу Саид (2. јун 1305, Уџан — 30. новембар 1335, Солтанија) је био илкан, тј. кан Илканата, монголског каната са центром у Персији (1316—1335) из династије Бориџигин. Био је син Олџеитуа, праунука оснивача каната Хулагу-кана, и Хаџи-катун. Његова владавина је обележена интензивним слабљењем Илканата, који се почео распадати после његове смрти.
По доласку на власт, после очеве смрти 1316. године, под оптужбом да је отровао претходног илкана, први везир царства Рашид ал-Дин био је погубљен, а власт је уграбио емир Чупан (или Чобан). Прве године Абу Саидове владавине обележене су склоношћу за измирење са Мамелучким султанатом, што је резултирало споразумом из Алепа, којим се Илканат и званично одрекао права на Левант. Међутим, Илканат је поново ушао у сукобе са Златном хордом на северу, који су резултирали великом Чупановом победом 1325. године. Упркос војним и дипломатским успесима, због напуштања Газанове реформе, дошло је до потпуног колапса привреде.
У периоду између 1325. и 1327. арапски путник и научник Ибн Батута путовао је кроз Илканат. Једно време путовао је заједно са Абу Саидовим караваном који је ишао у Табриз и донео врло позитивну слику о илкану.
Почетком 1320-их односи илкана и Чупана бивали су све гори, због све веће осионости његове породице. Наиме, већ одавно пунолетном илкану била је ускраћена сва власт, а Чупанов син Демаск Каџа почео је да кује сопствени новац. Међутим, кап која је прелила чашу било је Демасково посећивање Абу Саидовог харема. Године 1327. Демаск Каџа и Чупан су погубљени, док је Чупанов млађи син Тимурташ побегао у Египат Мамелуцима, где је убијен 1329. године. Главна последица овог државног удара било је одметање Грузије, чији је краљ Гиорги V био у добрим односима са Чупаном. У наредним годинама уследило је неометано уједињење грузијских земаља.
Почетком 1330-их дошло је до епидемије куге у Азији, која је одсекла делове Монголског царства једне од других. Абу Саид више није био у стању доћи до робе са својих поседа у Кини и Монголији и из радионица у Кини. Како су се породичне гране нашле одсечене од осталих, тако се испреплетани систем власништва распао. Језгро Монголског царства више се није могло одржати и читав сложени културни, економски и политички систем се срушио.
Абу Саидова власт била је прихваћена од поданика само зато што је непрестано одржавао огроман доток робе, чак и пошто је нестало војничке силе. Због куге, није било ни ни трговине а ни војног појачања других Монгола. Оставши без без два главна ослонца - војне силе и трговачке зараде - илкан је тражио начин да се одржи на власти. Легитимитет је пронашао у мешовитим браковима и свесном прихватању језика, религије и културе својих поданика. Отарасио се последњих трагова шаманизма, будизма и хришћанства, окренувши се, у потпуности, исламу - религији већине својих поданика.
Године 1335. Абу Саид је умро од куге у Солтанији, спремајући поход против Златне хорде. Пошто су сви претенденти по мушкој линији помрли од куге, наследио га је зет Арпа-кан. Тада је наступила пропаст Илканата, царство се распало у неколико међусобно сукобљених државица од којих су најистакнутије биле: Музафарида, Чупанида, Џалаирида и Сербедара. Персијски Монголи су ишчезли, побијени или асимиловани у већинско становништво својих доскорашњих поданика.

## Породица
Супруге
- Олџеи Култуг-катун, кћерка илкана Газана, удовица Абу Саидовог старијег брата Бастама
- Багдад-катун из породице Чупанида, кћерка Чупана и бивша жена Хасана Бузурга
- Малика-катун
- Дилшад-катун из породице Чупанида, кћерка Демаск Каџе и праунука Ахмед-кана - неименована кћер
- Адил Шах-катун
- Саркадак-катун из породице Чупанида

Женска деца
- неименована кћер, рођена постхумно

## Породично стабло
|  |                       |  |  |  |  |  |  |  |  |  |  |  |  |  |  |  |
|  | 16. Хулагу-кан, илкан |  |  |  |  |  |  |  |  |  |  |  |  |  |  |  |
|  |                       |  |  |  |  |  |  |  |  |  |  |  |  |  |  |  |
|  |                       |  |  |  |  |  |  |  |  |  |  |  |  |  |  |  |
|  | 8. Абака-кан, илкан   |  |  |  |  |  |  |  |  |  |  |  |  |  |  |  |
|  |                       |  |  |  |  |  |  |  |  |  |  |  |  |  |  |  |
|  |                       |  |  |  |  |  |  |  |  |  |  |  |  |  |  |  |
|  | 17. Јисунџин-катун    |  |  |  |  |  |  |  |  |  |  |  |  |  |  |  |
|  |                       |  |  |  |  |  |  |  |  |  |  |  |  |  |  |  |
|  |                       |  |  |  |  |  |  |  |  |  |  |  |  |  |  |  |
|  | 4. Аргун-кан, илкан   |  |  |  |  |  |  |  |  |  |  |  |  |  |  |  |
|  |                       |  |  |  |  |  |  |  |  |  |  |  |  |  |  |  |
|  |                       |  |  |  |  |  |  |  |  |  |  |  |  |  |  |  |
|  | 9. Кајмиш-катун       |  |  |  |  |  |  |  |  |  |  |  |  |  |  |  |
|  |                       |  |  |  |  |  |  |  |  |  |  |  |  |  |  |  |
|  |                       |  |  |  |  |  |  |  |  |  |  |  |  |  |  |  |
|  | 2. Олџеиту, илкан     |  |  |  |  |  |  |  |  |  |  |  |  |  |  |  |
|  |                       |  |  |  |  |  |  |  |  |  |  |  |  |  |  |  |
|  |                       |  |  |  |  |  |  |  |  |  |  |  |  |  |  |  |
|  | 5. Урук-катун         |  |  |  |  |  |  |  |  |  |  |  |  |  |  |  |
|  |                       |  |  |  |  |  |  |  |  |  |  |  |  |  |  |  |
|  |                       |  |  |  |  |  |  |  |  |  |  |  |  |  |  |  |
|  | 1. Абу Саид           |  |  |  |  |  |  |  |  |  |  |  |  |  |  |  |
|  |                       |  |  |  |  |  |  |  |  |  |  |  |  |  |  |  |
|  |                       |  |  |  |  |  |  |  |  |  |  |  |  |  |  |  |
|  | 3. Хаџи-катун         |  |  |  |  |  |  |  |  |  |  |  |  |  |  |  |
|  |                       |  |  |  |  |  |  |  |  |  |  |  |  |  |  |  |
|  |                       |  |  |  |  |  |  |  |  |  |  |  |  |  |  |  |